# Inyoka Faculae
L'Inyoka Facula è una struttura geologica della superficie di Mercurio.